# Топонимия Республики Коми

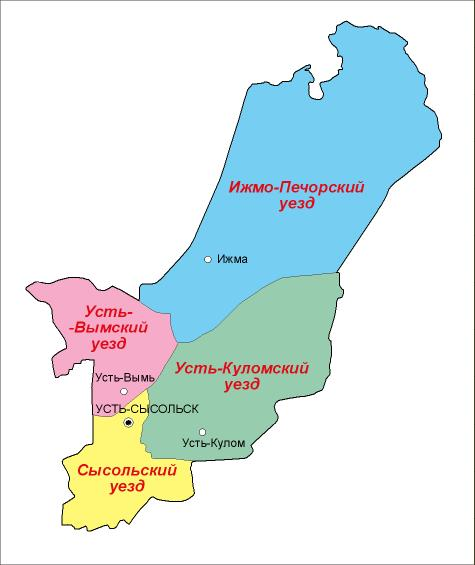
Карта Автономной области Коми (Зырян), 1927 г.

Топонимия Республики Коми — совокупность географических названий, включающая наименования природных и культурных объектов на территории Республики Коми. Состав топонимии региона обусловлен историей его освоения и этническим составом населения. Основной пласт топонимии составляют коми топонимы, на втором месте по распространённости — русские топонимы, при этом русская топонимия распределена по территории региона крайне неравномерно. Встречаются также топонимы из ненецкого, хантыйского и мансийского языков.

## Название региона
До 1917 года северная часть нынешней территории Республики Коми входила в состав Архангельской губернии; её части входили также в состав Вологодской (запад и юго-запад республики, в том числе Сыктывкар — тогдашний Усть-Сысольск) и Вятской губерний.
Регион впервые возник как самостоятельная административно-территориальная единица в августе 1921 года, когда из восточных частей Архангельской и Северо-Двинской губерний РСФСР была образована автономная область Коми (Зырян) с центром в Усть-Сысольске. Постановлением Президиума ВЦИК «Об образовании на территории РСФСР административно-территориальных объединений краевого и областного значения» от 14 января 1929 года с 1 октября 1929 года образован Северный край, в который вошла и автономная область Коми. 6 марта 1930 года Усть-Сысольск был переименован в Сыктывкар, а в июле того же года крайняя северная часть области перешла в состав Ненецкого национального округа Северного края.
По Конституции СССР 1936 года АО Коми (Зырян) была преобразована в Коми АССР, которая вышла из состава Северного края и перешла в непосредственное подчинение РСФСР.
26 мая 1992 года Коми АССР была преобразована в республику в составе России — Республика Коми.

## Формирование и состав топонимии
Согласно схеме топонимического районирования В. А. Жучкевича, Республика Коми относится к топонимическому региону «Север-Восток Европейской части России».
На протяжении длительного времени нынешняя территория региона была населена финно-угорскими племенами, с XI века началось её освоение русскоязычным населением, которое приобрело массовый характер в XIV веке в связи с вхождением края в состав Русского централизованного государства: сначала земли коми входили в состав владений Новгородской республики, в конце XV века отошли к Московскому княжеству. В силу этих обстоятельств в топонимии региона основной пласт составляют коми топонимы, на втором месте по распространённости — русские топонимы, при этом русская топонимия распределена по территории региона крайне неравномерно. Так, русские топонимы преобладают в местах проживания русского старожильческого населения (Лойма, Спаспоруб, Усть-Цильма, Серёгово, Усть-Вымь, Межег), а также в районах промышленных центров: Воркуты, Инты, Ухты, Усинска, Печоры, Микуни и других.
По состоянию на 15 декабря 2022 года, в Государственном каталоге географических названий в Республике Коми зарегистрировано 13376 названий географических объектов, в том числе 757 названий населённых пунктов. Ниже приводятся списки топонимов крупнейших природных объектов и населённых пунктов Республики Коми с указанием их вероятной этимологии и происхождения.
Для многих топонимов характерно наличие элементов — географических терминов (приведены в русской транскрипции): 
- «ва» (вода, река),
- «вад» (непроточное, заболоченное озеро),
- «вис» (пролив, исток, протока),
- «вож» (приток, развилина),
- «ди» (остров),
- «дин» (устье),
- «дор» (край, окрестность),
- «ёль» (лесная речка, лесной ручей),
- «керка» (изба, дом),
- «керос» (гора, лесистый холм),
- «кыр» (яр),
- «нюр» (болото),
- «парма» (лесистая возвышенность, девственный лес),
- «ты» (озеро),
- «шор» (ручей),
- «ыб» (возвышенность),
- «ю» (река),
- «яг» (бор, сосняк).

### Гидронимы
Потамонимы (названия рек):
- Печора — имеются различные точки зрения на происхождение гидронима. Согласно одной, происходит от названия племени печора, издавна обитавшего в этих краях; по оценке М. Фасмера, река была названа так из-за обилия пещер в своём нижнем течении[10].
- Вычегда — имеются разные версии, согласно одной из них, на языке коми называется «Эжва», что значит «луговая вода»[11], согласно другой — «жёлтая вода»[12].
- Мезень — согласно одной из версий, название имеет финно-угорское происхождение и означает «река удачливая, удачное место охоты, промысла»; согласно другой, на языке саами означает «место, где много охоты»[13].
- Вашка — по оценке А. П. Афанасьева, название происходит от основы на коми «Вож» — «приток» (так именовали реку жители Нижней Вашки, жившие возле её устья), население Средней и Верхней Вашки называло свою реку «Ву». Русскоязычный гидроним оформлен с помощью продуктивного суффикса -ка[14].
- Уса — по оценке А. П. Афанасьева, в основе гидронима лежит лексика древних обских угров: мансийское «ус» — «город», «городище», «ус, унс» — «нельма» + -а — русское окончание названия реки. Предпочтение следует отдать мансийскому «ус, унс» — «нельма», то есть «Уса» — «нельмовая (река)»[14].
- Ижма — по мнению А. П. Афанасьева, возможно, основа гидронима Иж-(Изь-) имеет связь с гидронимами «Иж» (Удмуртия), «Ежуга» (коми «Ыжъю») и означает «луг, луговой». «Ижма», «Изьва» из коми или древне-пермяцкого осмысливаются, как и коми «Эжва» — «луговая река»[14].
- Вымь (коми «Емва») — по преданию, близ устья реки стояла священная берёза со святилищем язычников, и это место (ныне село Усть-Вымь) носило имя Емвош (от хантского «емынг вош» — «священный город»). При освоении этой территории племенами коми ойконим перешёл на название реки в форме «Емва» и на имя поселения в устье реки в формах «Емдін» и «Емвавом». Последняя у русских закрепилась в виде эллиптированной формы как Вымь, и эту усечённую форму ойконима русские перенесли на название реки. А. П. Афанасьев не исключает возможности непосредственного перехода древне-угорского «ем, еменг» в русский язык в форме «Вымь»[14].
- Сысола (Сыктыв) — происхождение и этимология точно не установлены. По оценке А. П. Афанасьева, возможно, гидроним происходит из коми «Сісь ёль» — «гнилой ручей». Русские могли передать данный гидроним на свой язык в форме «Сысь йӧла», которая со временем закрепилась в официальной форме как «Сысола». Но этимология гидронима «Сыктыв, Сыктыл» из диалектического хантского «зідіек іеі» — «прозрачная родниковая вода», где зідіек «прозрачный», «чистый», іеі «ключ», «родник» позволяет допустить предположение, что в названии реки Сысола зашифровано аналогичное значение[14].

Лимнонимы (названия озёр):
- Синдорское — в писцовой книге 1608 года упоминается как «озеро Сендерское». По оценке В. И. Лыткина, начальная форма гидронима выглядела как «Сенгтор» и означала «туманное озеро». Далее на коми почве по принципу народной этимологии слово тор, тур перешло в дор «место возле, около чего-либо». Затем название конкретизировалось местным географическим термином ты «озеро»[15].
- Ямозеро — гибридное ненецко-русское название: где ненецкое «ям» — «море», «морской», здесь — «большой». «Ямозеро» — «морское озеро» или «большое озеро»[14].
- Большое Харбейты — значение не установлено.
- Донты (Дон) — по оценке А. П. Афанасьева, лимноним следует интерпретировать как «рудное озеро», где «дон» — «железная руда», «ты» — «озеро»[14].
- Вад — от коми «вад» — «лесное озеро»[14].
- Веякоты — гибридное ненецко-коми название, лимноним-метафора, где ненецкое «вэя» — «кровь» + «-ко» — уменьшительный суффикс, коми — «ты» — «озеро». Таким образом, «Вэякоты» означает «озеро-кровинка». Название, вероятно, осмысливалось как «небольшое озеро» или «своё (родное) озеро»[14].
- Вадыбты — от коми «вад» — «лесное озеро» + «ыб» — «поле на возвышенности» + «ты» — «озеро»: «лесное озеро на возвышенности»[14].
- Смольное — происхождение не установлено.

Гелонимы (названия болот):
- Усинское — от гидронима Уса[14].
- Океан — происхождение не установлено.
- Дзёрнюр — от коми «дзор» — «седой», «нюр» — «болото», то есть «седое болото»[14].
- Тыбъюнюр — от коми «Тыбъю» + «нюр» — «болото»: «болото, где берёт начало река Тыбъю»[14].
- Мартюшевское — от коми личного имени или фамилии «Мартюша, Мартюшев» из канонического «Мартын, Мартемьян». Топоним образован с помощью форманта -веское (-ское)[14].

### Ойконимы
- Сыктывкар — упоминается как «погост на Усть-Сысоле реки» с 1586 года. В 1780 году погост Усть-Сысольск возведён в ранг уездного города и назван Усть-Сысольском, местное население именовало его «Сыктывдінпом» или просто «Сыктывдін» — «место у устья реки Сысолы» (коми Сыктыв «Сысола» и дін «устье» образует названия населенных пунктов, находящихся у устья реки). 26 марта 1930 года, в день празднования 150-летия города, постановлением Президиума ЦИК СССР Усть-Сысольск был переименован в город Сыктывкар, то есть «город на Сысоле реке» (коми «кар» — «город»)[15].
- Воркута — название от гидронима Воркута, который по-ненецки звучит как «Варкутаяха», а город — просто «Варкута», и происходит от слова «варк» — «медведь»; «варкута» — буквально «изобилующий медведями (о местности)» является причастной формой от глагола обладания «варкуць» — «изобиловать медведями (о местности)» + «яха» — «река». Таким образом, «Варкутаяха» означает «изобилующая медведями река». Поскольку русскими это название было освоено от коми промысловиков и оленеводов в форме Вöркута, в первом слоге пишется о вместо а[15].
- Инта — название от гидронима Большая Инта: ненецкое «и(д)» — «вода» + суффикс «-та». «Инта» — «имеющий много воды», то есть «полноводная река». Вероятно, Инта так была названа в сравнении с рекой Косью (левый приток Усы), которая имеет ненецкое название «Торовей-яга» — «сухая, мелководная река»[15].
- Усинск — от гидронима Уса[15].
- Ухта — основан в 1929 году. При впадении реки Чибью в реку Ухту был заложен деревянный поселок, названный вначале от одного из гидронимов Чибью (1931). В июле 1939 года был переименован в Ухту — по названию другого гидронима. В 1943 году Ухта стала городом районного подчинения, в 1953 году отнесена к категории городов республиканского подчинения[15].

### Оронимы
- Северные Увалы — ороним происходит от термина увал — «гряда с пологими склонами, широким, плохо выраженным гребнем»; форма множественного числа отражает наличие в данной местности ряда увалов, разделённых речными долинами. Определение «северные» — по расположению в северной части Восточно-Европейской равнины[16].
- Тиманский кряж — ороним восходит к названию «Таманский Камень», которым местное население именовало небольшую гряду близ Чёшской губы. В 1840-х годах русский геолог А. А. Кайзерлинг использовал название этой гряды для образования названия «Тиманский кряж», относящегося ко всей возвышенности, простирающейся от Баренцева моря до истоков Вычегды[16].